# Виноробство в Україні

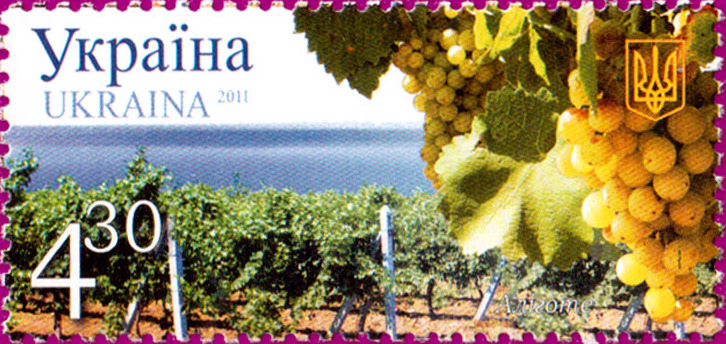
Марка Укрпошти «Виноробство в Україні. Аліготе» (2011)

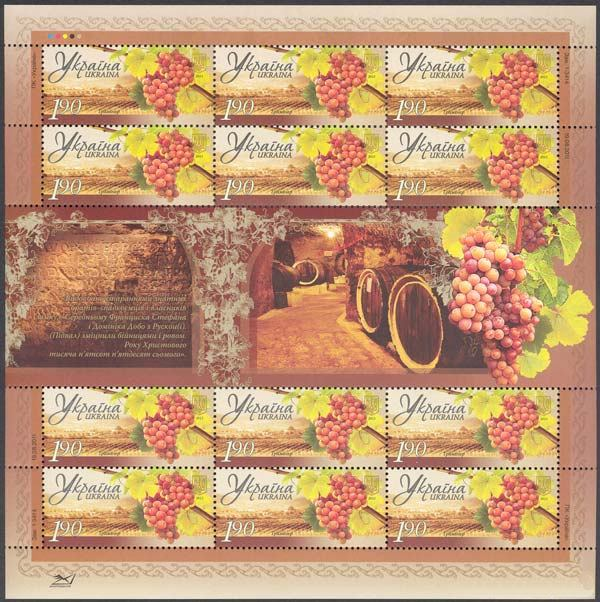
Аркуш марок Укрпошти «Виноробство в Україні. Трамінер» (2011)

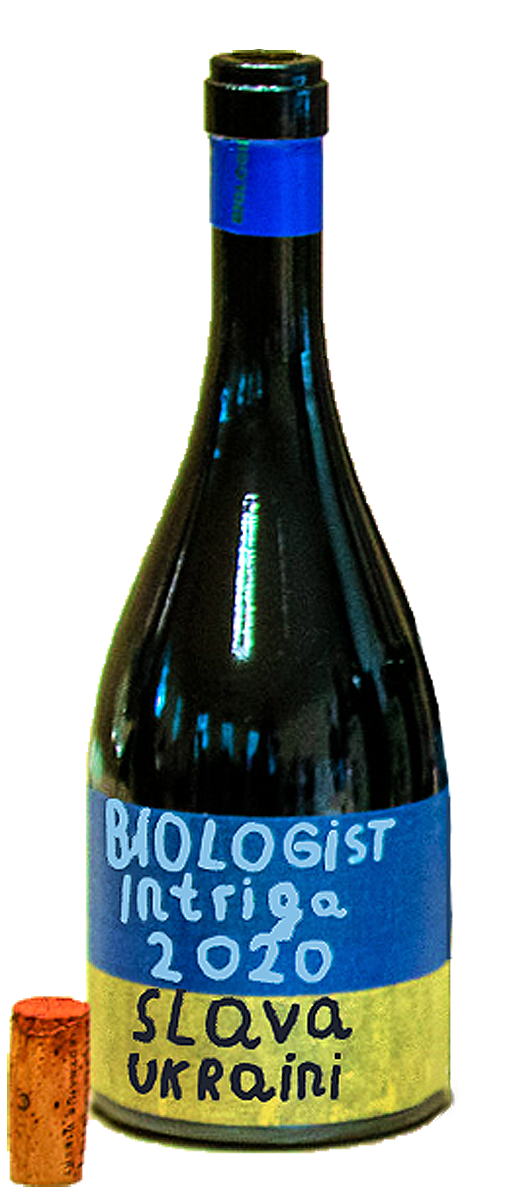
Ruhm der Ukraine - Slava ukraini (червоне вино)

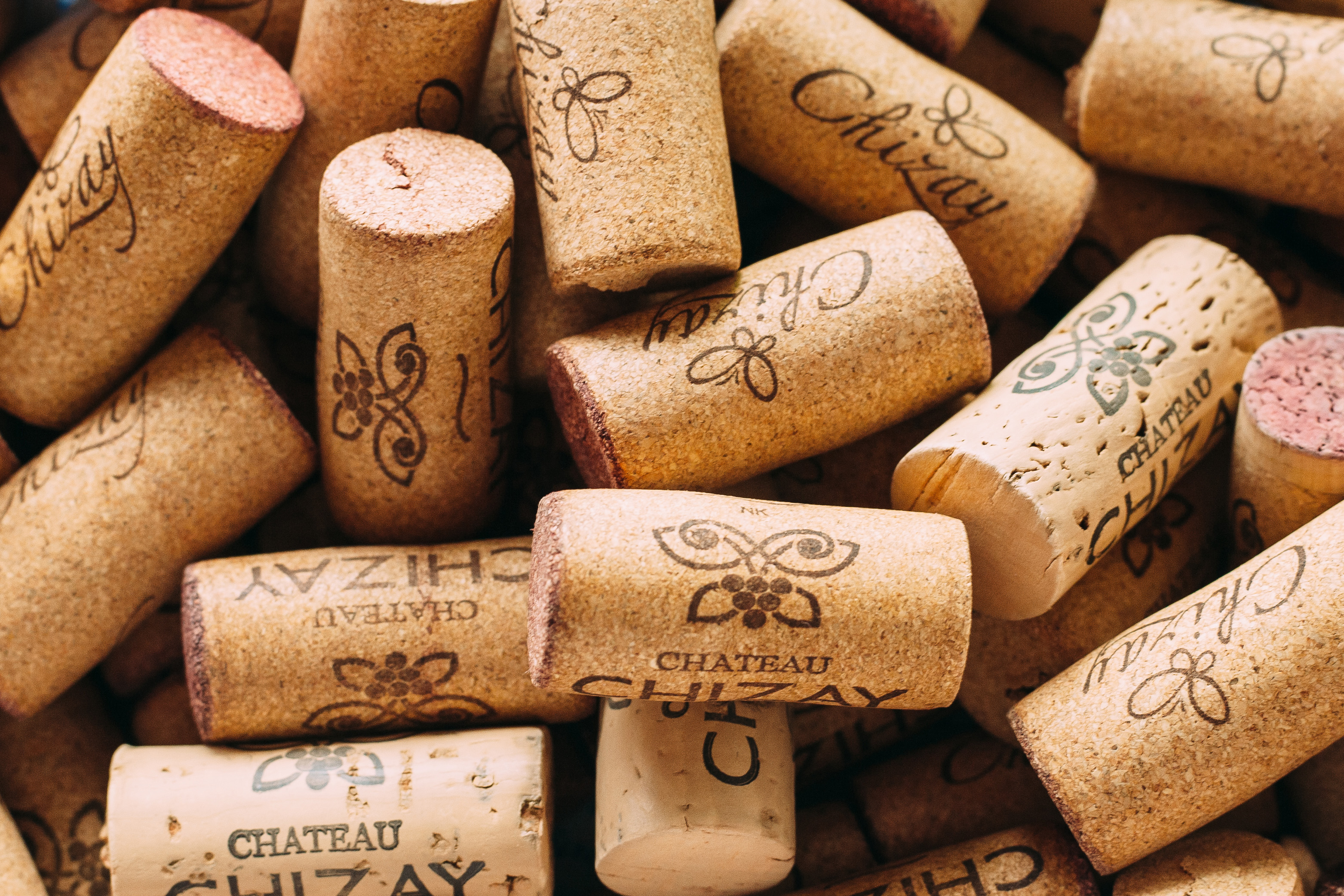
Корки від пляшок вина з Закарпаття

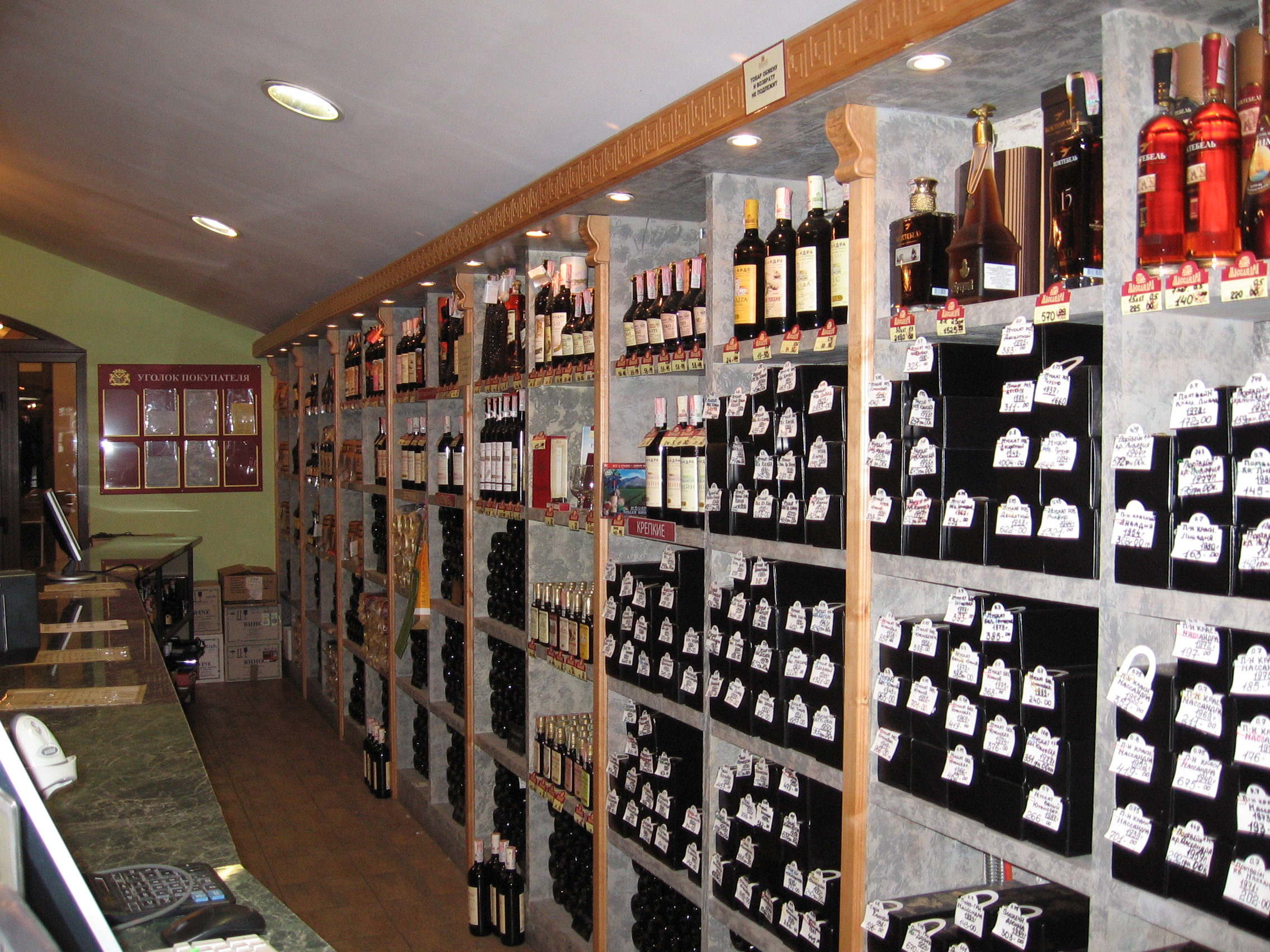
Колекція старовинних вин. Виноробний комбінат «Масандра».

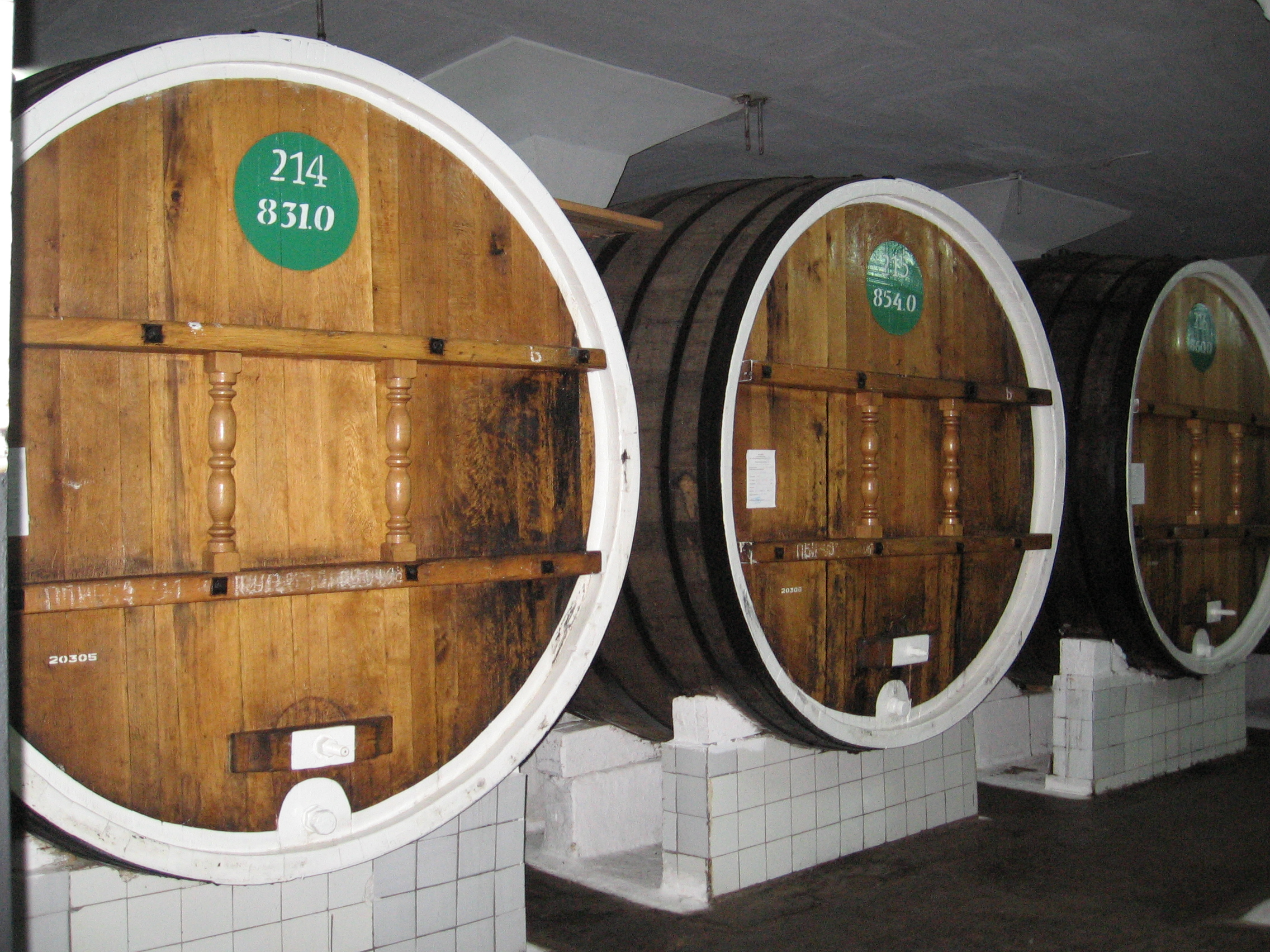
Бочки для зберігання вина у сховищах заводу. Виноробний комбінат «Масандра»

Виноробство в Україні — галузь промисловості з давніми традиціями по виробництву та зберіганню вин. Кілька марок вин з України (переважно сухих та ігристих) експортується до сусідніх країн, у Європейський Союз та Північну Америку.

## Історія

### Крим. Давні греки
Історія розвитку культури виноробства на теренах України простежується з IV століття до н. е.. На південному березі Криму археологами знайдені амфори та виноробні преси. Греки, які заснували власні колонії у Криму, в регіоні Дону, Дніпра, Бугу, Дністра та Дунаю, завозили сюди свої сорти винограду, вирощували його та розвивали виноробство. Звідси виноградарство розповсюдилося іншими районами України та Молдови, які мають сприятливі умови для культивування винограду.
Знайдені обладнання та вмістища для виноробства, що свідчать про жвавий розвиток цих культур і технологій у Херсонесі, Пантикапеї, Тірітаку, а також в Ольвії, на березі Бузького лиману та в інших містах півдня України.

### Середньовіччя. Монастирі
Історичні відомості підтверджують, що до XI–XII ст. н. е. виноградарство та виноробство розвивалося й на землях північної України, де велика частина виноградників належала монастирям, зокрема Києво-Печерському.

### Крим. XVIII–XIX століття
1783 року, імператриця Катерина II приєднала Крим до Російської імперії. Російський аристократ, губернатор Бессарабії та Новоросії, граф Михайло Воронцов 1829 року заклав поблизу Ялти нові виноградні плантації та заснував виноробне господарство. Також 1828-го року, він заснував дослідно-виробний завод Магарач.
Великий внесок у розвиток галузі зробив основоположник вітчизняного виноробства князь Лев Голіцин, який у власному маєтку «Новий Світ» біля Судака освоїв виробництво шампанського класичним пляшковим способом. Згодом він заснував для російського імператора Миколи ІІ, нині відоме державне виноробне господарство «Масандра».

### Розвиток промислового виноробства
У XIX столітті виноробна промисловість у сучасних кордонах України не була розвинена, але вже на початку XX-го почалося значне піднесення виноградарства та виноробства, освоєння нових земель під виноградники. В Ялтинському районі наприкінці XIX ст. було засноване промислове виноробне господарство — «Масандра» з винзаводом і підвалами, яке згодом перейшло до Удільного відомства.

### УРСР
За площами виноградників 400.000 гектарів (найбільші площі виноградників були у 60-х роках минулого століття), Україна посідала у СРСР перше місце, й друге  — за виробництвом вина. Споживання вина виноградного на душу населення в Україні на рік, становило 1980 року — 16,9 л/люд., у 1997 р. — 1 л/люд[джерело?]. Проте станом на літо 2021 року, площа виноградників скоротилася майже в 5 разів і продовжує скорочуватись., випуск виноградного вина — у 5,6 рази, споживання вина на душу населення — у 16 разів[джерело?]. Доволі великі площі виноградних насаджень УРСР приходилися на 1971-й рік (188 тис. гектарів). За цим показником Україна посідала четверте місце серед колишніх радянських республік. Площі виноградників з 1971 року скоротилися на 50 %[джерело?]. Умовно цей період можна розділити на три етапи:
- переведення виноградників на щеплену культуру (1971 — 1984)
- період антиалкогольної кампанії (1985 — 1988)
- часи перебудови (1988 — 1991).

Найбільших збитків виноробній галузі України завдала так звана «антиалкогольна кампанія», під час якої було знищено 80 000 га виноградників.
До початку 1990-х виноробство України було одним із значних джерел поповнення бюджету держави. На різноманітних міжнародних конкурсах вин, «коньяків» та «шампанського», марочна продукція УРСР незмінно завойовувала кубки Гран-прі, золоті та срібні медалі.

### Період післявідновленнянезалежності
Різке падіння доходів населення знизило попит на винопродукцію, яка не є предметом першої необхідності. Обсяги виробництва виноградного вина 1998 року скоротилися порівняно з 1990-м на 73 %[джерело?]. Виноградарство та виноробство України було тісно пов'язане з іншими союзними республіками. Так, виноробне устаткування виготовлялося та поставлялося до України з Грузії, Російської Федерації, Молдови. Вивіз українського вина проводився значною мірою до Російської Федерації. З розпадом СРСР ці зв'язки були порушені та всі питання виробництва вина Україна відтоді вирішує самостійно.
2019 року, українське ігристе вино увійшло в ТОП-10 кращих на конкурсі в Лондоні London Wine Competition. 2021 року, Україна привезла 29 відзнак з конкурсу Decanter World Wine Awards 2021 у Лондоні, чим підтвердила свою репутацію як про виноробну державу.

## Стан виноробства в Україні

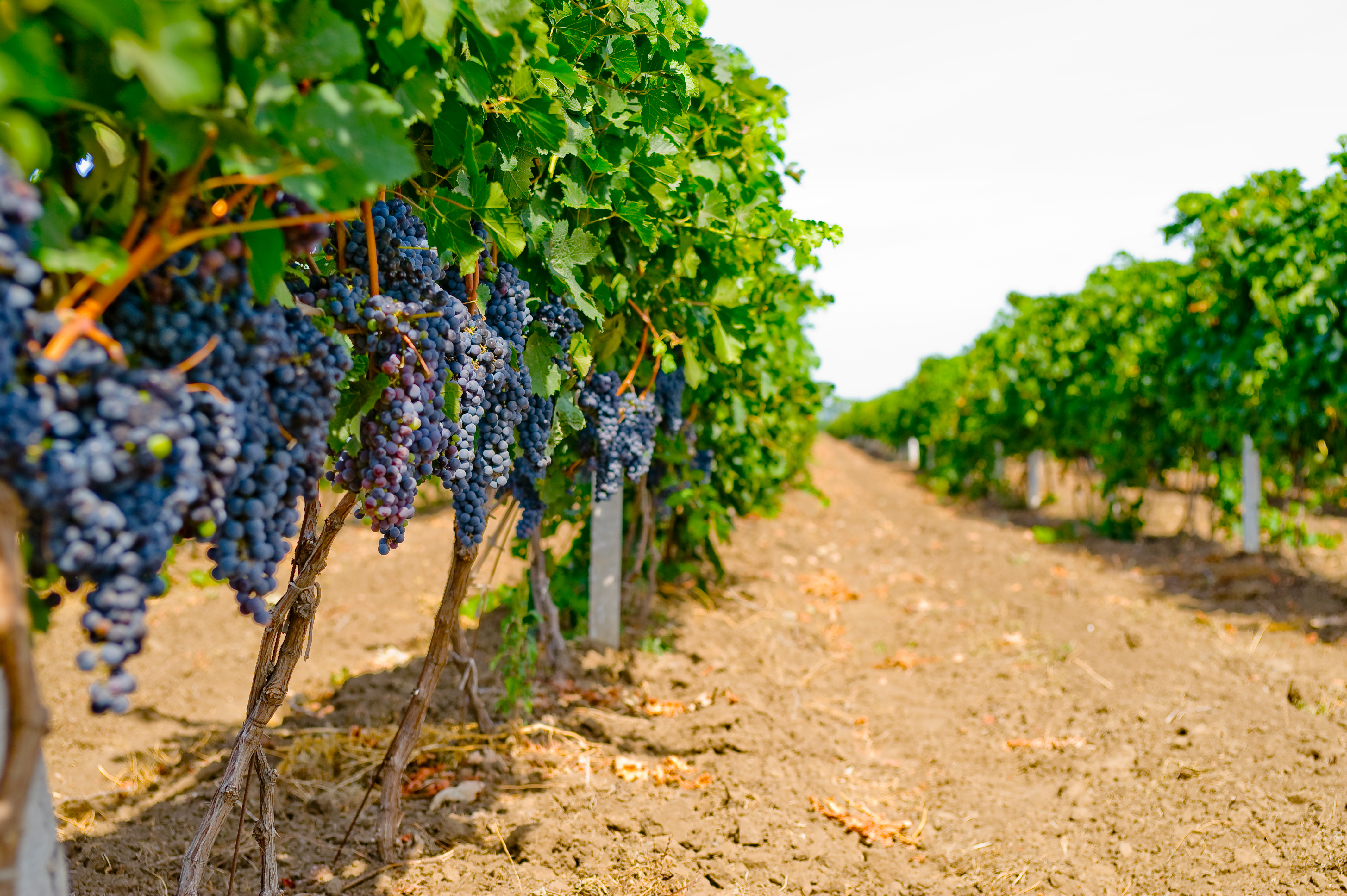
Виноградники в селі Шабо, Одеська область

Станом на червень 2021 року, виноробні культури в Україні посідали близько 40 тис. га, щорічна продукція дорівнювала близько 1,2 гектолітрів вина (2004). Останнім часом в Україні збільшується попит на винну продукцію, ринок вина стає дедалі насиченішим, збільшується потреба у спеціалістах виноробних спеціальностей. Відкриваються курси сомельє[де?], на яких можна дізнатися багато цікавого про походження, склад та властивості вина, основні правила дегустації вин, яке вино до чого подавати та багато іншого.

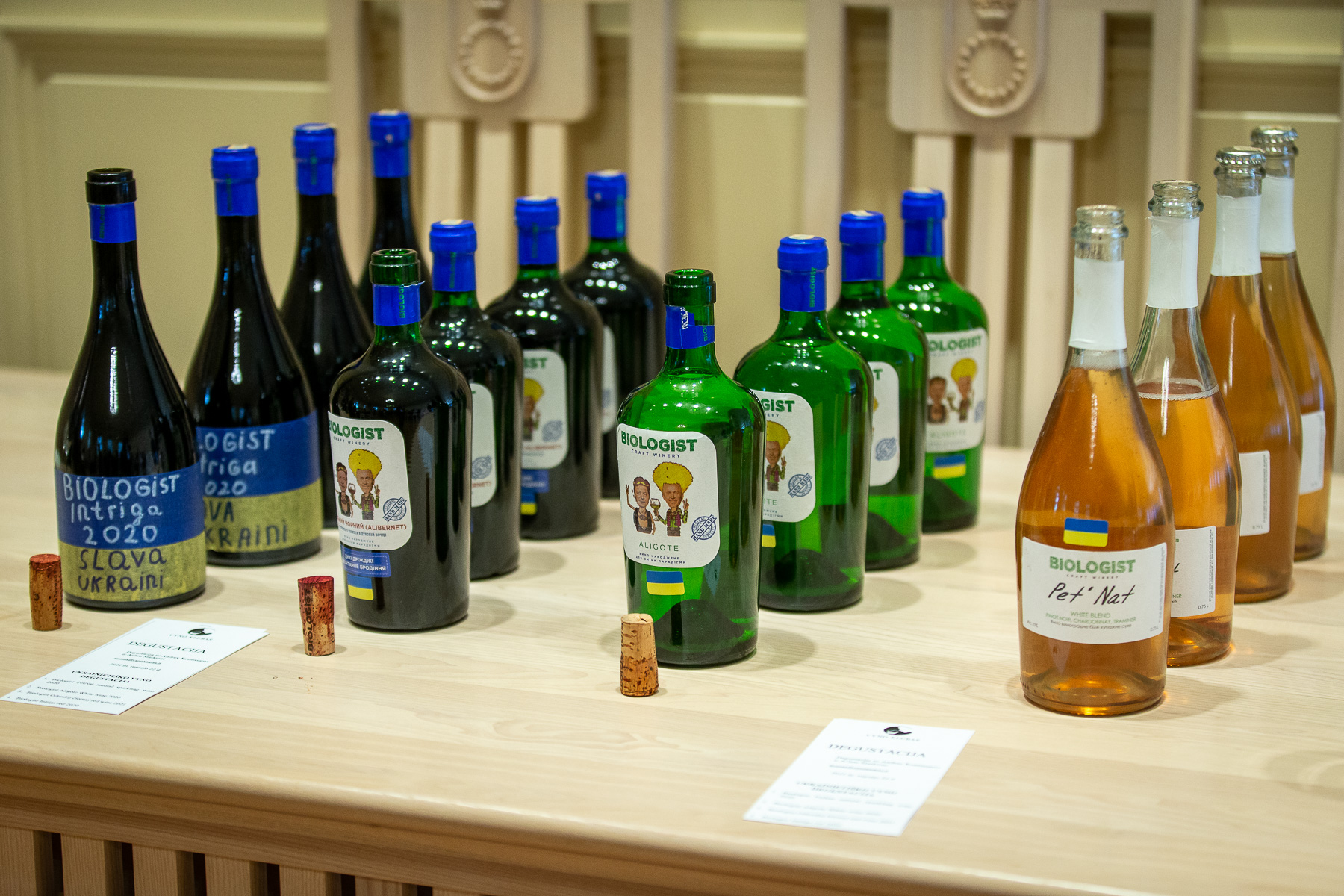

2020 року, було виготовлено 119 мільйонів літрів вина та Україна експортувала 14,4 мільйона літрів вина, що вдвічі більше, ніж 2019 року, хоча імпорт вина до України 2020-го, зріс на 22% порівняно з 2019 роком. Попри це, в Україні розвивається виноробна галузь. В умовах глобалізації ринку вина та вступу України до СОТ конкуренція загострилася, що потребувало перебудови галузі таким чином, щоб її продукція відповідала високим вимогам ринку. 2009 року була розроблена і затверджена Галузева Програма виноградарства та виноробства України на період до 2025 року, котра не впроваджена в повному обсязі. Метою Програми було здійснення державної політики України щодо регулювання розвитку цієї галузі економіки, зосередження фінансових, матеріально-технічних та інших джерел, виробничого і науково-технічного потенціалу для розв'язання головних проблем галузі.
Вкрай потрібні закони і нормативні акти щодо правил маркування вин, методів класифікації, контроль найменувань за походженням, закон про систему контролю якості й орган контролю або інститут.
Потрібно збільшувати посадки, відновлювати і закладати нові розсадники винограду, а головне покращувати якість вина з визнаних міжнародних сортів, які чудово ростуть на землях України, а також розвивати місцеві корінні сорти, яких в Україні досить багато.

### Виноробні регіони
- Крим
- Закарпаття
- Поділля
- Бессарабія
- Нижнє та Середнє Подніпров'я: Одеська, Миколаївська, Херсонська, Запорізька, Харківська, Дніпропетровська області.

Завдяки останнім кліматичним змінам, географія виноградарства України значно розширилась на північ і 2021 року, охоплює майже всю Україну. А саме — поширилася ще на 15 областей, що в майбутньому призведе до зростання площ виноградників. Це є однозначно поштовхом для розвитку та дослідження цих виноградарських зон стосовно того, які саме сорти підходять під ці нові погодні умови.

### Основні сорти винограду
Найбільш поширені в Україні сорти винограду: Ркацителі, Аліготе, Каберне-Совіньйон, Сапераві, Рислінг, Совіньйон-Верт, Ґевюрцтрамінер, Піно Грі і Серсіал Фетяска. Крім того, існує близько 30 нових сортів, створених інститутом Магарач (наприклад, Голубок, Кармрают, Бастардо Магарача, Рубіновий Магарача, Олімпійський, Подарунок Магарача, Сапераві Північний і Степняк), багатьох місцевих сортів винограду (наприклад, Екім Кара, Джеват-Кара, Кефесія, Кокосове біле, Сари Пандас і Солдайя) і близько 15 % від фактичного обсягу виробництва столового винограду. Знаменитий кримський Піно Блан з річним виробництвом близько 50 млн пляшок вініфікують переважно з Піно Блан, Рислінг, Аліготе і Фетяска, найбільші ігристі винні льохи знаходяться в столиці, Києві та Одесі, Судаку, Севастополі та Харкові. Відомі бренди вина охоплюють: Алушта (червоне), Наддніпрянське (біле), Сонячна Долина (біле), Троянда Закарпаття (біле) і Чорний Доктор (червоне). Найкращі вина з державного Масандрівського винзаводу, як і під час царювання останнього російського царя Миколи II, традиційно робляться під портвейн, херес та мадеру.
На Закарпатті на приватних ділянках, в селах і містах зазвичай вирощуються різновиди сорту Ізабела, об'ємами до декількох сотень літрів на господарство.
В Одеській області розвивають автохтонний український сорт Тельті курук з якого на підприємстві Шабо виробляють високоякісне біле сухе вино, а також виноматеріал для ігристих вин.

### Виробники
На теренах України працюють виноробні господарства та виноробні сімейного типу.
| Виноробний регіон | Назва виробництва                              | Місце                                                           | Виноградники | Виробництво                                                                                                  |
| ----------------- | ---------------------------------------------- | --------------------------------------------------------------- | --- | --- |
|                   | Виноробня «Бейкуш»                             | с. Чорноморка, Миколаївська область                             | На 11 га компанія вирощує шардоне, піно нуар, сапераві, ркацителі, мерло, каберне | 30 тис пляшок на рік                                                                                         |
| Бессарабія        | Болградський виноробний завод                  | Болград, Одеська область                                        | | Об’єм виробництва: виноматеріалів — 1 464 220 літрів, розлив у пляшку — 153 188 літрів на рік.               |
| Причорномор’я     | ТМ «Вина Гулієвих»                             | Одеса (виноградники — в Овідіопольському та Саратському районах | Площа — 2 500 га. Винороб вирощує мерло, каберне совіньйон, шардоне, рислінг, трамінер, сапераві | Вино розливається на заводі «Одесавинпром». На рік винороб випускає близько 2 млн пляшок авторського вин     |
| Причорномор’я     | Виноробне господарство князя М. П. Трубецького | с. Веселе, Каховський район, Херсонська область                 | 200 га, розташовані на схилі Каховського водосховища. Аліготе, рислінг, каберне, мерло, совіньйон блан, шардоне, піно нуар, піно блан, пті вердо                                                                  | На рік господарство випускає близько 550 тис пляшок                                                          |
| Бессарабія        | ТОВ «Винхол Оксамитне»                         | с. Оксамитне, Болградський район, Одеська область               | Виноградники розташовані у долині озера Ялпуг. Ґрунти суглинисті, кількість кущів на 1 гектар складає від 2650 до 3000 шт. Невелика кількість вина витримується у бочці для експерименту.                         | Об’єм виробництва сягає 400 тис. пляшок на рік, значна частина з яких йде на експорт у Румунію та Німеччину. |
|                   | Інкерманський завод марочних вин               | Інкерман, АР Крим                                               | | |
| Причорномор’я     | АТ «Коблево»                                   | с. Виноградне, Березанський район, Миколаївська область         | Площа посадки винограду сягає 2500 га. Кількість кущів на 1 га становить 3333 кущі. | |
| Бессарабія        | Виноробня «Колоніст»                           | с. Криничне, Болградський район, Одеська область                | 30 га виноградників, які підрізають за методом Гюйо та Кордон, зростають на суглинкових ґрунтах, багатих на мінерали та вапняк. Винороби вирощують одеський чорний, мерло, каберне, сухолиманський білий, шардоне | Близько 200 тис пляшок вин                                                                                   |
|                   | Кримський винний дім                           |                                                                 | | |
| Причорномор’я     | Сімейна виноробня «Курінь»                     | с. Степанівка, Херсонська область                               | На 40 гектарах власник вирощує десять сортів винограду, що дозволяє отримувати до двох десятків видів вин: шардоне, рислінг, ркацителі, Іршаї Олівер, мускат одеський, каберне, мерло, сапераві, трамінер рожевий | За рік господарство виробляє 50-60 тис пляшок вин                                                            |
|                   | Виноробня «Маркіз де Лакарен»                  | с. Шабо, Одеська область                                        | На орендованих 100 га вирощують 14 сортів винограду, серед яких — каберне, одеський чорний, шардоне, совіньйон, ркацителі, сухолиманський білий                                                                   | Потужність виробничих ліній — 35 млн пляшок на рік                                                           |
|                   | Виноробний комбінат «Масандра»                 | с. Масандра, АР Крим                                            | | |
|                   | «Одесавинпром» (ТМ «Французький Бульвар»)      |                                                                 | | |
| Бессарабія        | ТОВ «Промислово-торговельна компанія Шабо»     | с. Шабо, Білгород-Дністровський район, Одеська область          | Теруар «Шабо» — це 1250 га виноградників, 4 млн виноградних ліз. | Об’єм виробництва складає 15 млн літрів на рік.                                                              |
| Закарпаття        | Виноробний комплекс «Шато Чизай»               | Берегове, Закарпатська область                                  | Компанія на 272 га вирощує мускат оттонель, черсегі фюсереш, рислінг італійський, піно нуар, мерло, каберне совіньйон                                                                                             | Близько 2 млн пляшок на рік                                                                                  |
| Закарпаття        | Виноробня «Cotnar»                             | с. Мужієво, Закарпатська область                                | На 180 га виноградників росте каберне совіньйон, мерло, трамінер рожевий, мускат оттонель | Потужність виробничих ліній — 35 млн пляшок на рік                                                           |
| Закарпаття        | ТМ «Stakhovsky wines»                          | с. Мужієво, Закарпатська область                                | На 20 га виноградників росте мерло, сапераві, трамінер рожевий | |
|                   | Виноробня «Don Alejandro Winery»               | с. Холодна Балка, Одеська область                               | На 14 га вирощують мерло, каберне совіньйон, рислінг, мускат | |
| Бессарабія        | ТМ «V.Petrov»                                  | с. Струмок, Татарбунарський район, Одеська область              | На 76 га господарство вирощує каберне, мерло, шардоне, аліготе, мускат одеський, з яких виробляють дев'ять найменувань вин                                                                                        | 15 тис пляшок вина на рік                                                                                    |
| Бессарабія        | Виноробня «VINARIA»                            | с. Лощинівка, Ізмаїльський район, Одеська область               | Площа посадки виноградників складає 1,5 га. Щільність посадки лози: 3500 кущів на 1 га. Вік лози від 12 до 3 років. Ґрунти переважно чорнозем південний та суглинки.                                              | |
|                   | ???                                            | с. Магарач                                                      | | |
| Полісся           | VINOMAN                                        | Чернігівська область, с. Жавинка                                | 1 га - Pinot Noir, Merlot, Chardonnay, Sauvignon Blanc, Pinot Gris, Bianca, Traminer. + закупає з одеської області                                                                                                | до 10 тис. пляшок                                                                                            |

### Ліцензія на гуртову торгівлю
У жовтні 2016 року, Верховна Рада скасувала ліцензію на гуртову торгівлю вином, виготовленим з власної сировини. Раніше вона обходилася виноробам у 500 тисяч гривень на рік і була фактично важким тягарем для дрібних виноробів. Для порівняння: частка цієї ліцензії в собівартості однієї пляшки вина миколаївського заводу «Коблево» 2013 року складала 30 копійок, а невеликого підприємства «Зелений гай» тієї ж області — 24,9 гривні.

## Винні фестивалі
Представники виноробства, як аматорського, так і промислові виноробні підприємства, фізичні та юридичні особи беруть участь у відкритих заходах, та спеціалізованих винних фестивалях. Місцями проведення стають визнані центри виноробства. Наприклад, міжнародний фестиваль «Bolgrad Wine Fest» було засновано 2010-го року у місті Болград. У середині листопада Ужгород приймає свято молодого вина та меду «Закарпатське божоле», фестиваль «Червене вино» в Мукачеві, фестиваль їжі і вина «Kyiv Food & Wine Festival» у Києві.